# Vuelo 4102 de Ryanair
El 10 de noviembre de 2008, el vuelo 4102 de Ryanair procedente del Aeropuerto de Fráncfort-Hahn, en Hahn, Renania-Palatinado, al Aeropuerto de Roma-Ciampino, en Roma, Italia, sufrió múltiples impactos con aves durante el aterrizaje.De las 172 personas a bordo, dos tripulantes y ocho pasajeros recibieron tratamiento hospitalario por heridas menores.El avión Boeing 737-8AS, de ocho meses de antigüedad, utilizado para el vuelo sufrió enormes daños, lo que llevó a su desmantelamiento.Este accidente fue la cuarta pérdida del casco de un Boeing 737-800.

## Aeronave y tripulación
La aeronave involucrada era un Boeing 737-8AS, equipado con dos motores CFM International CFM56-7B26/3, fabricado por Boeing Commercial Airplanes en 2008, con MSN 33639 y matriculado como EI-DYG. Contaba con 2419 horas de fuselaje y 1498 ciclos de despegue y aterrizaje.
El vuelo 4102 estaba comandado por el piloto belga Frédéric Colson, de 44 años, que tenía 10.000 horas de vuelo, 6.000 de ellas en el Boeing 737; y su copiloto holandés de 23 años, el primer oficial Alexander Vet, que tenía 600 horas de vuelo, 400 de ellas en el 737.

## Accidente
El avión impactó contra hasta 90 estorninosdurante la aproximación final al Aeropuerto de Roma-Ciampino, lo que dañó el tren de aterrizaje de babor (izquierdo) y ambos motores. El vuelo intentó realizar una aproximación frustrada tras dañarse un motor, pero el otro motor también atrapó aves y resultó dañado durante la maniobra. Se informó que el avión abandonó la pista 15 brevemente antes de que la tripulación lo regresara a la pista.Los pasajeros fueron evacuados del avión por el servicio de bomberos y se retiraron las cajas negras.
El informe final del accidente, investigado por la Agencia Nacional para la Seguridad del Vuelo (ANSV), se publicó el 20 de diciembre de 2018, más de 10 años después del accidente.

## Consecuencias
El aeropuerto estuvo cerrado durante 36 horasy todo el tráfico fue desviado al Aeropuerto de Roma-Fiumicino debido a que el avión quedó varado en la pista después de que el tren de aterrizaje del lado de babor colapsara.
Este accidente causó daños sustanciales tan importantes que la aeronave fue declarada inutilizable. Ryanair conservó la propiedad de ciertas piezas y para fines de entrenamiento.Ryanair felicitó a la tripulación del vuelo 4102 y alabó su carácter y profesionalidad en una cena celebrada en Fráncfort del Meno.